# Sorada
Sorada är en ort i Indien.   Den ligger i distriktet Ganjām och delstaten Odisha, i den östra delen av landet, 1 200 km sydost om huvudstaden New Delhi. Sorada ligger 98 meter över havet och antalet invånare är 15 117.
Terrängen runt Sorada är kuperad österut, men västerut är den platt. Runt Sorada är det ganska tätbefolkat, med 129 invånare per kvadratkilometer. Det finns inga andra samhällen i närheten. Omgivningarna runt Sorada är en mosaik av jordbruksmark och naturlig växtlighet.